# Rosarium Virginis Mariae
Rosarium Virginis Mariae est une lettre apostolique de Jean-Paul II, publiée le 16 octobre 2002, sur la récitation du rosaire. Elle vise à rappeler le caractère christologique et contemplatif de cette prière et rappelle son utilité pour l'Église après le concile Vatican II. 

## Cœur du propos
Le rosaire y est décrit comme un résumé de l'évangile, une façon de supplier et d'annoncer le Christ avec Marie. Il est rappelé que Léon XIII et Paul VI avaient exhorté à sa récitation dans leurs encycliques Supremi apostolatus officio et Marialis Cultus.
Les mystères joyeux, douloureux et glorieux du rosaire sont décrits comme étant une excellente façon d'intégrer le mystère du Christ à la vie spirituelle. C'est au no 19 que le pape propose la méditation d'une nouvelle série de mystères : les mystères lumineux, afin de permettre au rosaire d'être pleinement centré sur le Christ. 
Le silence, l'écoute de la parole, le Notre Père, les ave Maria, le Gloria et l'oraison jaculatoire constituent les éléments-clés de cette forme de spiritualité. Le Saint-Père le recommande pour la paix, la famille et les enfants.